# Berliet GPC
Der Berliet GPC war ein vom französischen Kraftfahrzeughersteller Berliet in Lyon ab 1927 in mehreren Varianten hergestellter schwerer LKW mit 10 Tonnen Nutzlast. Es war der erste von Berliet für schwere Lasten konzipierte Dreiachs-LKW.

## Geschichte und Technik
Das Ausgangsmodell Berliet GPC erhielt im Mai 1927 seine allgemeine Betriebserlaubnis. Der Motor vom Typ MLBC war im Prinzip der aus dem Berliet CBA bekannte 5,3-Liter-Vierzylinder-Ottomotor, der seit seiner Einführung 1914/5 mittlerweile in Details verbessert worden war.
Steuerlich war das Fahrzeug mit 20 CV eingestuft, seine effektive Leistung, die bei 1200/min abgegeben wurde, ist – damaliger Praxis in Frankreich folgend – nicht angegeben. Sie dürfte bei etwa 40 PS gelegen haben. Das Fahrzeug und alle seine Varianten hatten noch Kettenantrieb auf eine der Hinterachsen. Das Gewicht des nackten Chassis (ohne Führerhaus und sonstigen Aufbau) wird mit 4400 kg angegeben. Die übrigen technischen Daten des Fahrzeugs -soweit überliefert- können der Info-Box entnommen werden.
Für das Fahrzeug wurden (zusammen mit dem Berliet GPF) die Chassisnummern 84001 bis 85000, also für insgesamt 1000 Stück, reserviert; man rechnete also 1927 mit einem großen Auftragsvolumen in den nächsten Jahren. Völlig offen bleibt indessen, inwieweit diese Nummern auch tatsächlich an fertiggestellte Fahrzeuge vergeben wurden, und ob diese vom Typ GPC oder vom Typ GPF waren.

## Varianten

### GPCD
Diese Variante erhielt die allgemeine Betriebserlaubnis im Juni 1931. Hauptunterschied zum Ausgangsmodell war der Motor: Es war jetzt ein Vierzylinder-Ottomotor des Typs MPA mit 120 mm Bohrung und 160 mm Hub, woraus sich ein Hubraum von 7238 cm³ errechnet. Das Fahrzeug war steuerlich mit 28 C eingestuft, die bei 1400/min abgegebene effektive Höchstleistung betrug 70 PS. Infolge des größeren Motors stieg das Gewicht des Fahrgestells ohne Aufbauten auf 6000 kg. Zu Stückzahlen ist nichts überliefert.

### GPCD 6
Im Juni 1931 erhielt diese Variante ihre allgemeine Betriebserlaubnis. Sie hatte einen Vierzylinder-Dieselmotor des Typs MDA mit einer Bohrung von 110 und einen Hub von 160 mm und damit einen Hubraum von 6082 cm³. Das Fahrzeug war steuerlich mit 23 CV eingestuft, die im Oktober 1932 aufgrund geänderter Steuergesetze auf 16 CV herabgesetzt wurden. Die bei 1400/min abgegebene effektive Höchstleistung betrug 50 PS. Das nackte Fahrgestell ohne Aufbauten wog 6200 kg, das höchstzulässige Gesamtgewicht lag bei 17.500 kg. Die gebauten Stückzahlen dürften auch hier in denen des GCE mit enthalten sein.

### GPCD 7
Für diese Variante wurde die allgemeine Betriebserlaubnis auch im Juni 1931 erteilt. Sie unterschied sich vom GCE 6 lediglich durch einen anderen Motor: .Statt des MDA war der Vierzylinder-Dieselmotor des Typs MDB eingebaut, dessen Bohrung (bei gleichbleibendem Hub) auf 120 mm vergrößert war. Damit betrug der Hubraum 7238 cm³. Steuerlich war das Fahrzeug mit 28 CV, ab 1932 mit 19 CV, eingestuft, der Motor leistete 70 effektive PS bei 1400/min. Das nackte Fahrgestell ohne Aufbauten wog 6200 kg, das höchstzulässige Gesamtgewicht lag bei 18.000 kg.

### Originalquellen
Eine Publikation, in der alle vor 1945 gebauten Berliet-Typen individuell abgehandelt wären, gibt es nicht. Neben der unten erwähnten Literatur wurde auf folgende in der Fondation Berliet verwahrte Originalunterlagen zurückgegriffen:
- "Fiches des Mines": Es handelt sich um die Unterlagen zur Erteilung einer allgemeinen Betriebserlaubnis, hierfür ist in Frankreich der "Inspecteur des mines" sachlich zuständig. Diese Unterlagen sind chronologisch geordnet und nummeriert. Nicht zu jedem Typ bzw. Variante gibt es entsprechende Unterlagen, teils, weil sie wohl als Untervarianten eines Typs verstanden wurden, für den eine gesonderte Erlaubnis nicht erforderlich war, teils wohl, weil diese Unterlagen im Laufe der letzten 100 Jahre verlorengegangen sind. Bei Militärtypen gibt es Hinweise, dass eine Betriebserlaubnis direkt durch militärische Dienststellen erfolgte, was entsprechende "fiches des mines" überflüssig machte. Die Quellenbezeichnung lautet: "Fiches No...."
- "Etat des véhicules utilitaires et autobus declares aux mines depuis 1920", eine 15-seitige Zusammenstellung vom 1. Dezember 1941, enthält insbesondere die reservierten Chassisnummernbänder, die jedoch vielfach nicht vollständig ausgeschöpft wurden, einige Typen bzw. Varianten werden nicht erwähnt, Quellenbezeichnung lautet: "Etat S..."
- "Nombre de véhicules construits de 1930 à 1942", siebenseitige Zusammenstellung der zwischen 1930 und 1942 gebauten Stückzahlen an Nutzfahrzeugen, erstellt wohl 1943, erste Seite teilweise irreparabel verderbt, teilweise werden mehrere Typen bzw. Varianten zusammengefasst, Quellenbezeichnung lautet: "Nombre S...."

### Sonstige Literatur
- Monique Chapelle: Berliet. 1. Auflage. EMCE, Saint-Chamond 2016, ISBN 978-2-35740-049-8.
- Christophe Puvilland: Berliet 1905–1978, toute la gamme omnibus, autocars, autobus et trolleybus. 1. Auflage. histoire&collections, Paris 2008, ISBN 978-2-35250-059-9.
- François Vauvillier: Tous les Berliet militaires 1914–1940, vol.1: les camions. histoire&collections, Paris 2019, ISBN 978-2-35250-496-2.